# Carmo Messias
Carmo Messias é um distrito do município brasileiro de Ibiúna, que integra a Região Metropolitana de Sorocaba, no interior do Estado de São Paulo, mas que ainda não está cadastrado na Divisão Territorial Brasileira do IBGE por não possuir uma representação cartográfica encaminhada à instituição pelo poder público municipal.

## História

### Origem
O bairro do Carmo Messias, que deu origem ao distrito, se desenvolveu nas terras onde morava o Sr. Carmo Messias de Almeida, lavrador e inspetor de quarteirão bastante conhecido na cidade, por isso o local acabou recebendo o seu nome.

### Formação administrativa
- Lei nº 401 de 08/05/1997 - Cria o distrito de Carmo Messias[5].
- Lei nº 2.267 de 11/12/2019 - Altera as divisas dos distritos de Carmo Messias e Paruru[6].

## Geografia

### Demografia

#### População
Até o Censo 2010 (IBGE) a atual sede do distrito não tinha seu perímetro delimitado pelo IBGE, com esta apenas fazendo parte de setores rurais. Assim a população rural do seu entorno, incluindo a da sede do distrito, era de 987 habitantes.

### Rodovias
O distrito possui acesso à Rodovia Bunjiro Nakao (SP-250) e ao distrito de Caucaia do Alto através de estradas vicinais.

## Serviços públicos

### Registro civil
Feito na sede do município, pois o distrito não possui Cartório de Registro Civil das Pessoas Naturais.

### Saneamento
O serviço de abastecimento de água é feito pela Companhia de Saneamento Básico do Estado de São Paulo (SABESP).

### Energia
A responsável pelo abastecimento de energia elétrica é a CPFL Piratininga, distribuidora do grupo CPFL Energia.

### Telecomunicações
O distrito era atendido pela Telecomunicações de São Paulo (TELESP), que inaugurou a central telefônica Tibúrcio no bairro do Verava e que também atende ao distrito, utilizada até os dias atuais. Em 1998 esta empresa foi vendida para a Telefônica, que em 2012 adotou a marca Vivo para suas operações.

## Religião
O Cristianismo se faz presente no distrito da seguinte forma:

### Igreja Católica
- A igreja faz parte da Diocese de Osasco[17].

### Igrejas Evangélicas
- Congregação Cristã no Brasil[18].